# Primož Kozmus
Primož Kozmus (né le 30 septembre 1979 à Novo mesto) est un athlète slovène, spécialiste du lancer du marteau, champion olympique en 2008 à Pékin et champion du monde en 2009 à Berlin. 

## Biographie
Il remporte la médaille d'argent à Osaka 2007 avec 82,29 m, soit un centimètre de moins que son record personnel. L'année suivante, il devient champion olympique à Pékin avec un lancer mesuré à 82,02 m. En 2009, il est sacré champion du monde à Berlin avant de remporter une nouvelle médaille mondiale (en bronze), la troisième de sa carrière, à Daegu en 2011.
En raison de sa médaille d'argent aux Jeux olympiques de Londres avec 79,36 m, il est nommé athlète slovène de l'année par la Fédération slovène d'athlétisme.
Il met un terme à sa carrière sportive le 23 octobre 2015.

## Palmarès
| Date | Compétition                         | Lieu                                | Résultat | Marque  |
| ---- | ----------------------------------- | ----------------------------------- | -------- | ------- |
| 2003 | Championnats du monde               | Paris                               | 5e       | 79,68 m |
| 2004 | Jeux olympiques                     | Athènes                             | 5e       | 78,56 m |
| 2006 | Championnats d'Europe               | Göteborg                            | 6e       | 78,18 m |
| 2007 | Championnats du monde               | Osaka                               | 2e       | 82,29 m |
| 2007 | Jeux mondiaux militaires            | Hyderabad                           | 1er      | 75,98 m |
| 2008 | Jeux olympiques                     | Pékin                               | 1er      | 82,02 m |
| 2008 | Finale mondiale                     | Stuttgart                           | 1er      | 79,99 m |
| 2009 | Championnats du monde               | Berlin                              | 1er      | 80,84 m |
| 2009 | Finale mondiale                     | Thessalonique                       | 1er      | 79,80 m |
| 2011 | Championnats du monde               | Daegu                               | 3e       | 79,39 m |
| 2011 | Challenge IAAF du lancer de marteau | Challenge IAAF du lancer de marteau | 3e       | —       |
| 2012 | Jeux olympiques                     | Londres                             | 2e       | 79,36 m |
| 2013 | Championnats du monde               | Moscou                              | 4e       | 79,22 m |
| 2014 | Championnats d'Europe par équipes   | Tallinn                             | 2e       | 73,02 m |
| 2014 | Championnats d'Europe               | Zurich                              | 6e       | 77,46 m |

## Records
| Épreuve           | Performance | Lieu  | Date             |
| ----------------- | ----------- | ----- | ---------------- |
| Lancer du marteau | 82,58 m     | Celje | 2 septembre 2009 |